# Richard S. Castellano
Richard S. Castellano (n. 4 septembrie 1933, Bronx, New York - d. 10 decembrie 1988, North Bergen, New Jersey) a fost un actor american de origine italiană. El a devenit mai cunoscut prin rolul jucat ca Pete Clemența, în filmul Nașul. Castellano moare la vârsta de 55 de ani în urma unui infarct cardiac.

## Filmografie
- The Godfather
- Joe and Sons
- Lovers and Other Strangers